# Эскадренные миноносцы типа «Фурор»
Эскадренные миноносцы типа «Фуррор» — тип эскадренных миноносцев ВМС Испании. Построены фирмой  “Томсон”. Первые корабли этого класса в ВМС Испании и одни из первых в мире.
«Фурор» и «Плутон» погибли 3.7.1898 в бою у Сантьяго. 

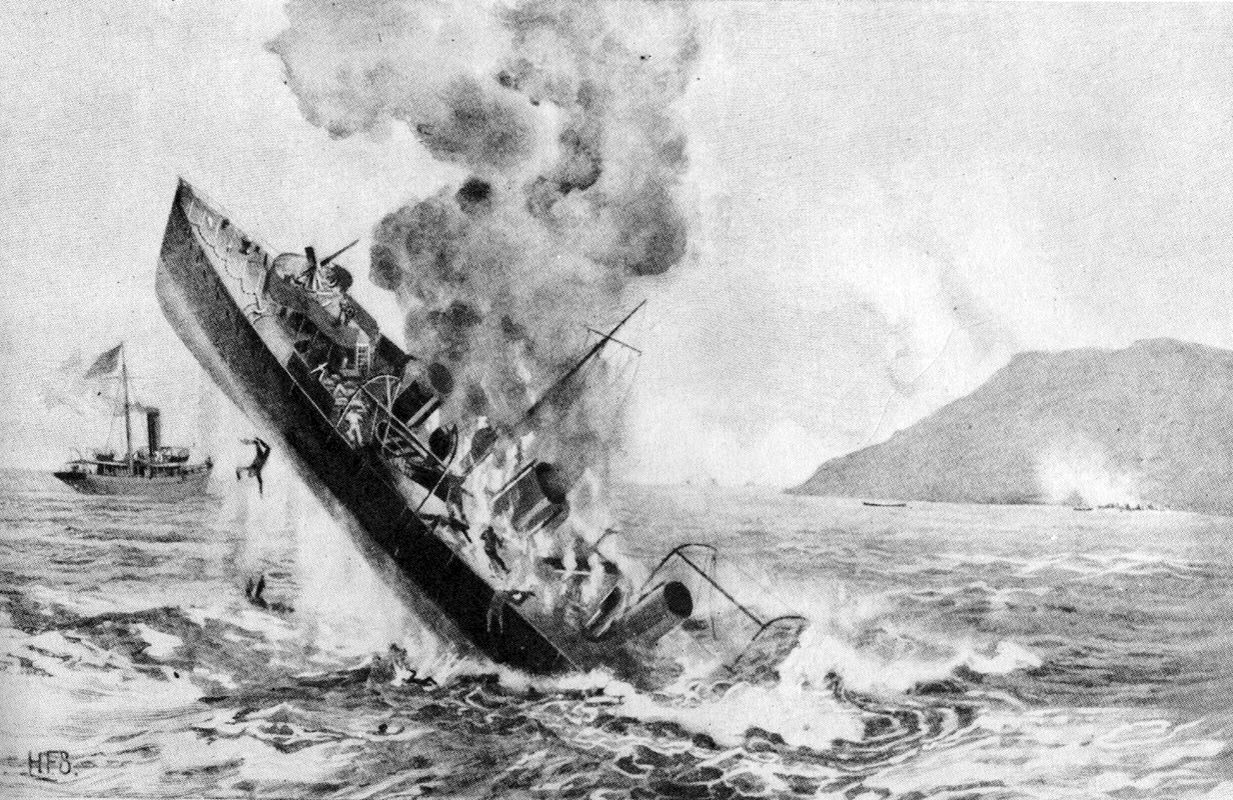
Гибель «Фурора». Гравюра

«Прозерпина» отличалась силуэтом—была двухтрубной. Она прошла модернизацию в 1916 году.

## Представители проекта
| Эсминец      | Заложен    | Спущен на воду | Начало службы | Конец службы                             |
| ------------ | ---------- | -------------- | ------------- | ---------------------------------------- |
| «Terror»     | 1.12.1895  | 28.07.1896     | 17.12.1896    | Списан 20.10.1922                        |
| «Furror»     | 1.12.1895  | 7.08.1896      | 16.12.1896    | Потоплен 3.07.1898 близ Сантьяго-де-Куба |
| «Pluton»     | 12.02.1897 | 13.07.1897     | 29.12.1897    | Потоплен 3.07.1898 близ Сантьяго-де-Куба |
| «Audaz»      | 6.06.1896  | 1.03.1897      | 8.03.1898     | Списан 6.096.1924                        |
| «Osado»      | 5.09.1896  | 6.03.1897      | 8.08.1898     | Списан 1.01.1925                         |
| «Prozerpina» | 2.03.1897  | 23.10.1897     | 8.02.1898     | Списан 05.1931                           |